# Villa SC
El Villa Sports Club es un equipo de fútbol de Uganda que juega en la Liga Premier de Uganda, la competición de fútbol más importante del país a la cual pertenece desde 1979.

## Historia
Fue fundado en 1975 en la capital Kampala como Nakivubo Boys, luego Nakivubo Villa para luego llevar el nombre que tiene hasta hoy. Su nombre se debe al equipo inglés Aston Villa FC.
Es el equipo más ganador del país al acumular 16 títulos de liga y 9 de copa, se convirtió en el primer equipo de Uganda en conseguir el doblete en la misma temporada (posee 6).

## Palmarés
- Liga Premier de Uganda: 17

1982, 1984, 1986, 1987, 1988, 1989, 1990, 1992, 1994, 1998, 1999, 2000, 2001, 2002, 2003, 2004, 2023-24
- Copa de Uganda: 9

1983, 1986, 1988, 1989, 1998, 2000, 2002, 2009, 2015
- Supercopa de Uganda: 1

2009
- Copa de Clubes de la CECAFA: 3

1987, 2003, 2005
- Super Copa del Este de África: 1

1999-00

## Participación en competiciones de la CAF
| Temporada | Torneo                            | Ronda            | Club                  | Casa  | Visita | Global      |
| --------- | --------------------------------- | ---------------- | --------------------- | ----- | ------ | ----------- |
| 1983      | Copa Africana de Clubes Campeones | 1                | Dinamo Fima           | 4-2   | 1-1    | 5-3         |
| 1983      | Copa Africana de Clubes Campeones | 2                | Ferroviário de Maputo | 3-0   | 2-1    | 5-1         |
| 1983      | Copa Africana de Clubes Campeones | Cuartos de final | Nkana FC              | 2-1   | 0-4    | 2-5         |
| 1984      | Recopa Africana                   | 1                | CD Costa do Sol       | 0-1   | 2-0    | 2-1         |
| 1984      | Recopa Africana                   | 2                | Scarlets Nakuru       | 2-1   | 3-0    | 5-1         |
| 1984      | Recopa Africana                   | Cuartos de final | Arab Contractors SC   | 2-1   | 0-1    | 2-2 (a)     |
| 1985      | Copa Africana de Clubes Campeones | 1                | Al-Hilal Omdurmán     | 4-2   | 0-2    | 4-2 (a)     |
| 1987      | Copa Africana de Clubes Campeones | 1                | Matlama FC            | 4-0   | 1-0    | 5-0         |
| 1987      | Copa Africana de Clubes Campeones | 2                | Al-Hilal Omdurmán     | 2-1   | 0-1    | 2-2 (a)     |
| 1988      | Copa Africana de Clubes Campeones | 1                | Manzini Wanderers     | 1-1   | 4-1    | 5-2         |
| 1988      | Copa Africana de Clubes Campeones | 2                | Al-Ahly               | 2-3   | 1-3    | 3-6         |
| 1989      | Recopa Africana                   | 1                | Gor Mahia FC          | w.o.1 | w.o.1  | w.o.1       |
| 1990      | Recopa Africana                   | 1                | Kenya Breweries       | 1-2   | 0-0    | 1-2         |
| 1991      | Copa Africana de Clubes Campeones | 1                | Al-Merrikh SC         | 1-0   | 0-1    | 1-1 (8-7 p) |
| 1991      | Copa Africana de Clubes Campeones | 2                | Pamba SC              | 4-1   | 1-2    | 5-3         |
| 1991      | Copa Africana de Clubes Campeones | Cuartos de final | Al-Ahly               | 2-0   | 0-2    | 2-2 (4-2 p) |
| 1991      | Copa Africana de Clubes Campeones | Semifinales      | Iwuanyanwu Nationale  | 3-2   | 1-1    | 4-3         |
| 1991      | Copa Africana de Clubes Campeones | Final            | Club Africain         | 1-1   | 2-6    | 3-7         |
| 1992      | Copa CAF                          | 1                | Moneni Pirates        | 3-1   | 2-1    | 5-2         |
| 1992      | Copa CAF                          | 2                | Kisumu Postal         | 1-0   | 1-0    | 2-0         |
| 1992      | Copa CAF                          | Cuartos de final | ASMO Libreville       | 3-1   | 0-1    | 3-2         |
| 1992      | Copa CAF                          | Semifinales      | Ferroviário de Maputo | 1-1   | 1-1    | 2-2 (4-3 p) |
| 1992      | Copa CAF                          | Final            | Shooting Stars FC     | 0-0   | 0-3    | 0-3         |
| 1993      | Copa Africana de Clubes Campeones | 1                | Vital'O FC            | 1-0   | 1-2    | 2-2 (a)     |
| 1993      | Copa Africana de Clubes Campeones | 2                | AS Sotema             | 6-2   | 2-0    | 8-2         |
| 1993      | Copa Africana de Clubes Campeones | Cuartos de final | ASEC Mimosas          | 1-1   | w.o.1  | 1-1         |
| 1994      | Copa CAF                          | 1                | AFC Leopards          | dq2   | dq2    | dq2         |
| 1999      | Liga de Campeones de la CAF       | 1                | Mebrat Hail           | 5-0   | 2-2    | 7-2         |
| 1999      | Liga de Campeones de la CAF       | 2                | Hearts of Oak         | 1-1   | 0-3    | 1-4         |
| 2000      | Liga de Campeones de la CAF       | Preliminar       | Saint-George SA       | 2-2   | 0-3    | 2-5         |
| 2001      | Liga de Campeones de la CAF       | 1                | Vital'O FC            | 2-2   | 2-1    | 4-3         |
| 2001      | Liga de Campeones de la CAF       | 2                | Julius Berger FC      | 1-0   | 0-3    | 1-3         |
| 2002      | Liga de Campeones de la CAF       | 1                | Al-Merrikh SC         | 2-2   | 1-2    | 3-4         |
| 2003      | Liga de Campeones de la CAF       | Preliminar       | Muzinga FC            | 4-1   | 0-1    | 4-2         |
| 2003      | Liga de Campeones de la CAF       | 1                | AS Aviação            | 0-2   | 2-1    | 2-3         |
| 2004      | Liga de Campeones de la CAF       | Preliminar       | Bakili Bullets        | 0-0   | 1-2    | 1-2         |
| 2005      | Liga de Campeones de la CAF       | Preliminar       | Adulis Club           | 1-0   | 2-0    | 3-0         |
| 2005      | Liga de Campeones de la CAF       | 1                | Al-Ahly               | 0-6   | 0-0    | 0-6         |
| 2010      | Copa Confederación de la CAF      | Preliminar       | Khartoum-3            | w.o.1 | w.o.1  | w.o.1       |
| 2016      | Copa Confederación de la CAF      | Preliminar       | Khartoum-3            | 1-0   | 1-0    | 2-0         |
| 2016      | Copa Confederación de la CAF      | 1                | JKU FC                | 4-0   | 1-0    | 5-0         |
| 2016      | Copa Confederación de la CAF      | 2                | FUS Rabat             | 1-0   | 0-7    | 1-7         |
| 2024/25   | Liga de Campeones de la CAF       | 1                | CBE SA                | 1-2   | 1-1    | 2-3         |

1- Villa SC abandonó el torneo.

2- Los equipos de Uganda fueron descalificados por las deudas que tenía su federación con la CAF.

## Jugadores

### Jugadores destacados
| - Santiago Hamza Droma - Paul Hasule - Joseph Kizito - Hassan Mubiru | - Andrew Mukasa - Majid Musisi - Andrew Mwesigwa - Eugene Sepuya |

## Entrenadores del club
| - Joseph Kabundi - Fred Sekasi - Charles Jaggwe - George Mukasa - David Otti - Tim Ayiekoh - Poly Ouma - Geoff Hudson (Inglaterra) - Paul Hasule - Eddy Butindo - Moses Basena - Milutin Sredojevic (serbia) - Sam Timbe - Asumani Lubowa - Paul Nkata | - Sula Kato - Srdjan Zivojnov (serbia) - Mike Mutebi - Ibrahim Kirya - Steven Bogere - Sam Simbwa - Antonio Flores (España) - Deo Serwada - Shafik Bisaso |